# دختر یک میلیون ینی
دختر یک میلیون ینی (انگلیسی: One Million Yen Girl) یک فیلم است که در سال ۲۰۰۸ منتشر شد. از بازیگران آن می‌توان به یو آئویی، میرای موریاما و تاکاشی ساسانو اشاره کرد.